# Foguetismo
O termo foguetismo as vêzes é usado como tradução para o termo inglês rocketry, o ramo da engenharia que estuda o design e a operação de foguetes (foguetões, em Portugal). Para muitos, o termo missilismo parece mais adequado e, ao que parece, vem sendo mais usado do que "foguetismo".